# Chuyến bay 6895 của Iran Aseman Airlines
Chuyến bay số EP 6895 của Iran Aseman Airlines, là một chuyến bay bằng máy bay Itek Air Boeing 737-219 Advanced Itek Air (đăng ký là EX-009) do hãng Iran Aseman Airlines vận hành, là một chuyến bay thuê bao đã bị rơi ngày 24 tháng 8 năm 2008 (20h30 giờ địa phương) gần Sân bay quốc tế Manas ở Kyrgyzstan khi đang trên đường đi Sân bay Mehrabad nằm ở thủ đô Iran Tehran. Chiếc máy bay này đã rơi khi đang quay lại sân bay xuất phát sau khi có trục trặc kỹ thuật. Ban đầu giới truyền thông nhầm lẫn khi loan tin điểm đến là Sân bay quốc tế Mashhad tại Mashhad, Iran.
Các báo cáo cho biết các thành viên phi hành đoàn đoàn đã báo cáo  "các vấn đề kỹ thuật" ngay sau khi máy bay cất cánh. Trong vòng 10 phút, phi hành đoàn đã báo cáo tình trạng sụt áp nghiêm trọng của ca bin. Khi họ cố hạ cánh khẩn cấp, máy bay này đã rơi cách đường băng sân bay xuất phát 2 km và bùng cháy. Không quân Hoa Kỳ đã phái nhân lực và thiết bị từ căn cứ của mình ở sân bay đến để trợ giúp chính quyền xử lý vụ tai nạn.

## Số lượng thương vong
Có 83 hành khách trên máy bay, trong đó 68 người đã thiệt mạng. Người ta báo cáo có ít nhất có 22 người đã sồng sót, bao gồm 7 thành viên phi hành đoàn. Nạn nhân bao gồm các thành viên của đội bóng chuyền một trường trung học Bishkek.
| Quốc tịch  | Số khách | Phi hành đoàn | Tổng cộng | Số người sống sót |
| ---------- | -------- | ------------- | --------- | ----------------- |
| Kyrgyzstan | 24       | 6             | 30        | 11                |
| Iran       | 52       | 1             | 53        | 10                |
| Kazakhstan | 3        | 0             | 3         | 0                 |
| Trung Quốc | 1        | 0             | 1         | 0                 |
| Thổ Nhĩ Kỳ | 1        | 0             | 1         | 0                 |
| Canada     | 2        | 0             | 2         | 1                 |
| Total      | 83       | 7             | 90        | 22                |

## Thông tin về chiếc máy bay bị rơi
Chiếc Boeing 737-219 Advanced với số đuôi đăng ký EX-009 thuộc hãng Kyrgyz Airlines Itek Air. Chiếc máy bay này bay lần đầu vào ngày 16 tháng 6 năm 1980 và đã được bàn giao vào ngày 1 tháng 7 cùng năm cho hãng Air New Zealand. Năm 1995, chiếc máy bay này được chuyển cho hãng hàng không COPA Airlines, và đến năm 2003 được chuyển sang cho hãng Phoenix Aviation. Năm 2005, Phoenix Aviation đổi tên thành AVE.com, tháng 4 năm 2006 thì chiếc máy bay này được sang nhượng cho hãng Itek Air.
Itek Air, cùng với các hãng hàng không khác được cơ quan hàng không của Kyrgyzstan chứng nhận và cấp phép, nằm trong danh sách cấm bay trên không phận các quốc gia Liên minh châu Âu của Liên minh châu Âu do các quan ngại an toàn, do đó cấm bay trên bầu trời các quốc gia vượt qua một cuộc kiểm tra kỹ thuật toàn diện.